# Brittiska Rhenarmén
Brittiska Rhenarmén (engelska: British Army of the Rhine, ofta förkortat BAOR) var i själva verket två militära enheter med samma namn och samma uppgift: ockupation av Tyskland. Den första Rhenarmén sattes upp efter första världskriget för att administrera ockupationen av Rhenlandet. Den andra Rhenarmén bildades efter andra världskriget för att administrera den brittiska ockupationszonen i Tyskland. På grund av hotet om ett förnyat anfall västerut av sovjetiska Röda Armén efter bildandet av NATO övergick uppgiften från administration till militärt försvar.

## Första Rhenarmén
Den första Rhenarmén sattes upp i mars 1919 för att tillsammans med belgiska, franska och amerikanska styrkor ockupera Rhenlandet. Styrkan bestod ursprungligen av tio infanteridivisioner och en kavalleridivision baserade runt Köln. De flesta trupperna hemförlovades efter hand och 1922 omorganiserades Rhenarmén till två brigader om tillsammans 17 bataljoner. Genom Locarnofördraget 1925 upphörde ockupationen av Rhenlandet och Brittiska Rhenarmén upplöstes 1929.
Befälhavare
- Fältmarskalk Herbert Plumer (1918 – 1919)
- General William Robertson (1919 – 1929)
- General Thomas Morland (1920 – 1922)
- General Alexander Godley (1922 – 1924)
- General John Du Cane (1924 – 1927)
- General William Thwaites (1927 – 1929)

## Andra Rhenarmén
Den andra Rhenarmén bildades 25 augusti 1945 ur dåvarande 21th Army Group. Till en början var ändamålet huvudsakligen administrativt, men i takt med att en ny civil, tysk administration började ta form övergick Rhenarmén allt mer till att ansvara för det militära försvaret av norra Västtyskland. Från 1952 var chefen för Rhenarmén även chef för NORTHAG, NATOs norra armégrupp där även amerikanska, tyska, nederländska och belgiska trupper ingick. De brittiska trupperna organiserades i I Corps som bestod av fyra divisioner varav minst tre var pansardivisioner. Tidvis ingick även en kanadensisk mekaniserad brigad i brittiska Rhenarmén.
Efter Sovjetunionens fall och kalla krigets slut 1991 upplöstes brittiska Rhenarmén och ersattes av den betydligt mindre organisationen British Forces Germany.
Befälhavare
- Fältmarskalk Bernard Montgomery (1945 – 1946)
- Generallöjtnant Richard McCreery (1946 – 1948)
- Generallöjtnant Brian Horrocks (1948)
- Generallöjtnant Charles Keightley (1948 – 1951)
- General John Harding (1951 – 1952)
- General Richard Gale (1952 – 1957)
- General Alfred Ward (1957 – 1960)
- General James Cassels (1960 – 1963)
- General William Stirling (1963 – 1966)
- General John Hackett (1966 – 1968)
- General Desmond Fitzpatrick (1968 – 1970)
- General Peter Hunt (1970 – 1973)
- General Harry Tuzo (1973 – 1976)
- General Frank King (1976 – 1978)
- General William Scotter (1978 – 1980)
- General Michael Gow (1980 – 1983)
- General Nigel Bagnall (1983 – 1985)
- General Martin Farndale (1985 – 1987)
- General Brian Kenny (1987 – 1989)
- General Peter Inge (1989 – 1992)
- General Charles Guthrie (1992 – 1994)